# Henriette Engel Hansen
Henriette Engel Hansen (født 15. april 1982 i Hillerød) er en dansk kajakroer, der var med til OL i Beijing 2008 og er udtaget til OL i London 2012, i begge lege på enerkajak (K1) på 500 m distancen.
Henriette Engel Hansen begyndte først at ro kajak som tyveårig i 2002. I 2005 vandt hun sine to første DM-titler, henholdsvis i K1 og K2. Hun har også roet maratondistancen og har blandt andet sammen med Anne Lolk vundet VM i K2 på distancen i 2007. Desuden har hun vundet flere World Cup-løb.
Ved OL i 2008 blev Engel nummer fem i sit indledende heat, og i semifinalen blev hun nummer otte, hvilket ikke var nok til at give en finalekvalifikation. Udtagelsen til OL 2012 blev sikret med en finaleplads efter en andenplads i semifinalen ved VM i Ungarn i august 2011. Af andre internationale resultater kan nævnes hendes fjerdeplads ved EM i 2011 og femteplads ved EM i 2012.